# Macropygia nigrirostris
Macropygia nigrirostris là một loài chim trong họ Columbidae.